# Андріївська сільська рада (Житомирська міська рада)
| Андріївська сільська рада — колишня адміністративно-територіальна одиниця та орган місцевого самоврядування в Черняхівському районі, Житомирській міській раді Волинської округи та Київської області УРСР з адміністративним центром у с. Андріївка. Сільській раді на момент ліквідації були підпорядковані населені пункти: - с. Андріївка - х. Дальній - х. Крошенка |

## Історія та адміністративний устрій
Утворена 13 листопада 1928 року в складі с. Андріївка та хуторів Дальній і Крошенка Соколово-Гірської сільської ради Черняхівського району Волинської округи.
Відповідно до постанови ВУЦВК та РНК УРСР від 2 вересня 1930 року «Про ліквідацію округ та перехід на двоступеневу систему управління», з 15 вересня 1930 року сільська рада була підпорядкована Житомирській міській раді.
Ліквідована 16 лютого 1933 року, відповідно до постанови Київського облвиконкому «Про ліквідацію Андріївської сільради та утворення сільради в селі Скоморохах Житомирської приміської смуги»; с. Андріївка було включене до складу Крошнє-Української сільської ради, х. Дальній — до складу Голіївської сільської ради, х. Крошенка — до складу Соколово-Гірської сільської ради Житомирської міської ради.